# Oza dos Ríos
Oza dos Ríos è un comune spagnolo soppresso, appartenente al comune di Oza-Cesuras, situato nella comunità autonoma della Galizia.
Oza dos Ríos è stato un comune autonomo fino al 6 giugno 2013 quando ne è stata decretata la fusione con Cesuras per formare il nuovo comune di Oza-Cesuras.